# Bovill
Bovill è una città (city) degli Stati Uniti d'America, situata nella contea di Latah, nello Stato dell'Idaho.